# غوردون روبرتسون كاميرون
غوردون روبرتسون كاميرون هو سياسي كندي، ولد في 12 نوفمبر 1921 في كندا، وتوفي في 10 أغسطس 2010.